# Eretes sticticus
Eretes sticticus is een keversoort uit de familie waterroofkevers (Dytiscidae). De wetenschappelijke naam is gepubliceerd in 1767 door Linnaeus.